# 콜러 (위스콘신주)

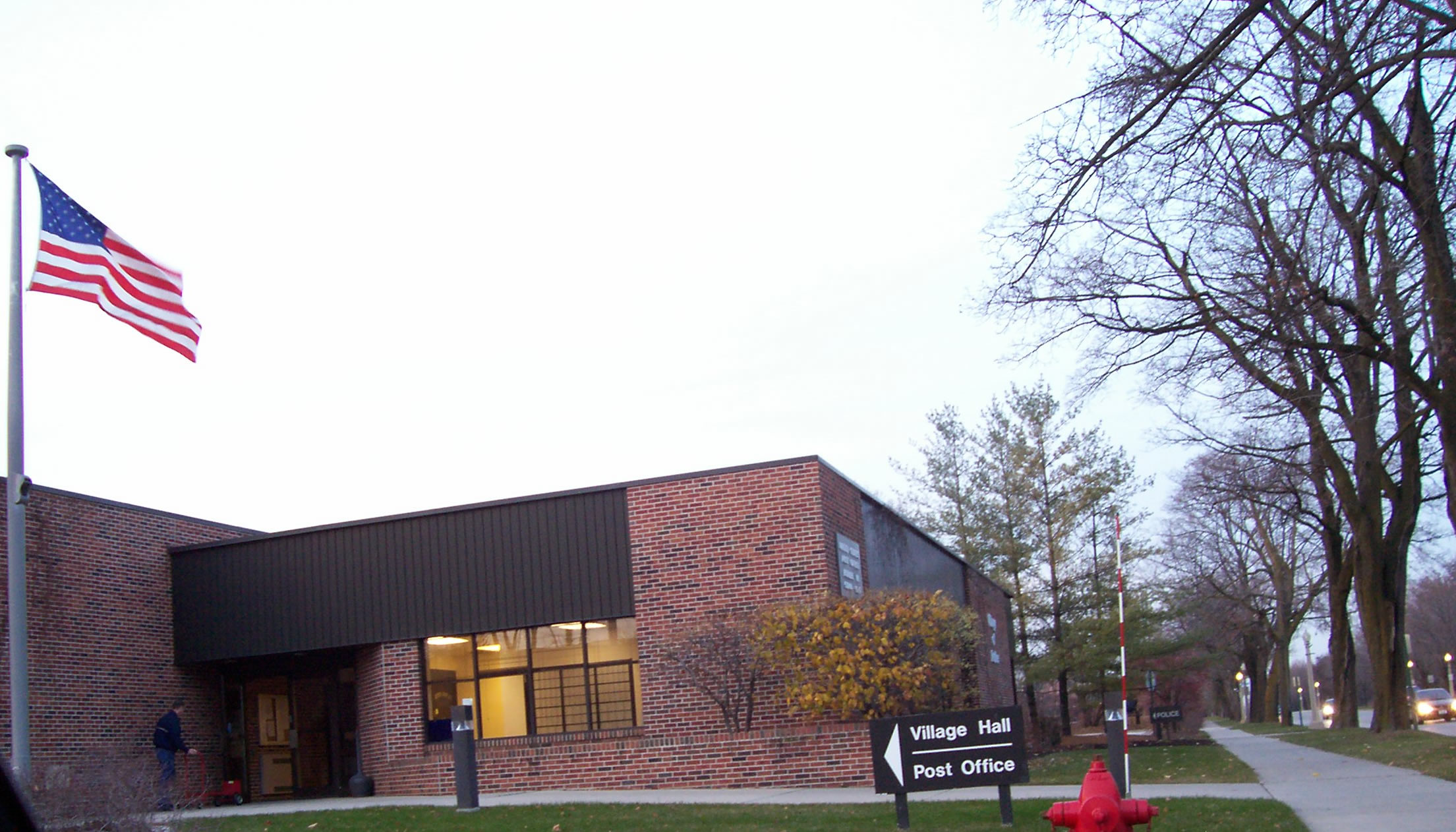
콜러

콜러(영어: Kohler)는 미국 위스콘신주에 있는 마을이다. 2010년 현재 인구는 2,010명.

## 역사
원래는 리버사이드(Riverside)라고 불리던 마을이었다. 1900년 주방기구 전문 회사인 콜러사가 새 공장을 지으면서 모델 도시로 건설했다. 대부분 주택이 1917년과 1931년 사이에 지어졌다.

## 인구
| 인구조사              | 인구  | Note  | %±     |
| --------------------- | ----- | ----- | ------ |
| 1920년                | 403   |       | —      |
| 1930년                | 1,748 |       | 333.7% |
| 1940년                | 1,789 |       | 2.3%   |
| 1950년                | 1,716 |       | −4.1%  |
| 1960년                | 1,524 |       | −11.2% |
| 1970년                | 1,738 |       | 14.0%  |
| 1980년                | 1,651 |       | −5.0%  |
| 1990년                | 1,817 |       | 10.1%  |
| 2000년                | 1,926 |       | 6.0%   |
| 2010년                | 2,120 |       | 10.1%  |
| 2019 (추산)           | 2,059 | [ 1 ] | −2.9%  |
| U.S. Decennial Census |       |       |        |

## 비즈니스
가장 큰 회사는 콜러사(Kohler Company)이다. 이 회사는 블랙울프런 골프장을 운영하고 있다.

## 기타
- 박세리는 1998년 블랙울프런 골프장에서 열린 US 여자 오픈 대회에서 '맨발 투혼'을 펼친 끝에 우승했다.